# Benoit Hellings
Benoit Hellings (Oupeye, 7 juli 1978) is een Belgisch politicus voor Ecolo.

## Levensloop
Hellings studeerde in 2000 af als licentiaat in de politieke wetenschappen aan de Université libre de Bruxelles en werd beroepshalve van 2001 tot 2004 onderzoeker aan het Centre d'Étude de la Vie Politique aan de ULB, waar hij onderzoek deed naar de sociologie van leden, kaderleden en kiezers van de Belgische politieke partijen. Nadien was hij van 2005 tot 2009 projectmanager en persattaché ter promotie van Brussel voor buitenlandse journalisten voor Brussel Internationaal Toerisme & Congres.
Intussen werd hij politiek actief voor Ecolo, waarvan hij in 2000 lid werd. Voor deze partij zetelde Hellings van juli 2009 tot juni 2010 als rechtstreeks gekozen senator in de Senaat, waar hij ondervoorzitter was van de commissie Buitenlandse Betrekkingen en Landsverdediging. Nadien ging Hellings van 2010 tot 2012 als deskundige aan de slag op het kabinet van Waals minister van Leefmilieu, Ruimtelijke Ordening en Mobiliteit Philippe Henry en was hij tevens adviseur op het kabinet van Waals viceminister-president Jean-Marc Nollet. Daarna was hij van april tot december 2012 raadgever voor Brussels minister van Leefmilieu en Energie Evelyne Huytebroeck. Tevens was Hellings van 2011 tot 2013 voorzitter van de raad van bestuur van de Haven van Brussel en in 2012 regeringscommissaris bij de Brusselse Maatschappij voor Waterbeheer (BMWB). 
In 2012 was hij samen met Muriel Gerkens kandidaat om partijvoorzitter te worden van Ecolo. Daar slaagde het duo echter niet in, het waren Olivier Deleuze en Emily Hoyos die door de partij verkozen werden tot de nieuwe partijvoorzitters.
Van december 2012 tot mei 2014 was Hellings opnieuw rechtstreeks gekozen senator. In de Senaat werd hij opnieuw actief in de commissie Buitenlandse Betrekkingen en Landsverdediging. In mei 2014 werd hij voor de kieskring Brussel-Hoofdstad verkozen in de Kamer van volksvertegenwoordigers, waar hij tot in december 2018 bleef zetelen. Hellings werd er vicevoorzitter van de commissie Landsverdediging en lid van de commissies Buitenlandse Betrekkingen en Infrastructuur.
In oktober 2018 werd Hellings verkozen tot gemeenteraadslid van Brussel. Hij werd er onmiddellijk eerste schepen, bevoegd voor Klimaat en Sport. Hellings nam hierdoor ontslag als parlementslid. Hij bleef schepen tot in december 2024 en belandde daarna als gemeenteraadslid op de oppositiebanken.